# Mario Foscarini
Mario Foscarini (Gallipoli, 10 giugno 1919 – Lecce, 9 ottobre 2004) è stato un politico italiano.
Fu deputato al Parlamento nazionale dal 1968 al 1976, sindaco di Gallipoli, fondatore e dirigente dell'Alleanza dei contadini e della Confcoltivatori, di cui è stato presidente provinciale fino al 1979.